# Copa Volta Redonda de Voleibol Masculino de 2011
A Copa Volta Redonda de Vôlei Masculino de 2011 foi a 1a edição da Copa Volta Redonda de Vôlei Masculino.
A competição serviu de preparação para a Superliga 2011/12 para as quatro equipes que disputaram o torneio. Este foi o primeiro torneio oficial que o time RJX participou.

## Equipes Participantes
As equipes participantes do torneio são convidadas seguindo um único critério: o alto nível técnico.
- Volta Redonda
- RJX
- Blumenau Voleibol Clube
- BMG/Montes Claros

## Jogos
1° rodada - 1° jogo
| 15 de Setembro, de 2011 | RJX | 3 x 1 (Parciais: 25/15, 25/27, 25/20 e 25/17). | Blumenau Voleibol Clube | Ginásio do Recreio do Trabalhador, Volta Redonda Público: |
|                         |     |                                                |                         |                                                           |

1° rodada - 2° jogo
| 15 de Setembro, de 2011 | Volta Redonda | 3 x 2 (Parciais: 31/29, 19/25, 25/22, 19/25 e 15/9). | BMG/Montes Claros | Ginásio do Recreio do Trabalhador, Volta Redonda Público: |
|                         |               |                                                      |                   |                                                           |

2° rodada - 1° jogo
| 16 de Setembro, de 2011 | Blumenau Voleibol Clube | 3 x 2 | BMG/Montes Claros | Ginásio do Recreio do Trabalhador, Volta Redonda Público: |
|                         |                         |       |                   |                                                           |

2° rodada - 2° jogo
| 16 de Setembro, de 2011 | Volta Redonda | 1 x 3 (Parciais: 23/25, 21/25, 25/23 e 23/25). | RJX | Ginásio do Recreio do Trabalhador, Volta Redonda Público: |
|                         |               |                                                |     |                                                           |

3° rodada - 1° jogo
| 17 de Setembro, de 2011 | Volta Redonda | 3 x 2 (Parciais: 25/27, 25/13, 25/17 e 25/22). | Blumenau Voleibol Clube | Ginásio do Recreio do Trabalhador, Volta Redonda Público: |
|                         |               |                                                |                         |                                                           |

3° rodada - 2° jogo
| 17 de Setembro, de 2011 | RJX | 0 x 3 (Parciais: 18/25, 21/25 e 20/25). | BMG/Montes Claros | Ginásio do Recreio do Trabalhador, Volta Redonda Público: |
|                         |     |                                         |                   |                                                           |

## Pontuação Final
| Pos.   | Equipe                  | Pontos |
| ------ | ----------------------- | ------ |
| Ouro   | RJX                     | 6      |
| Prata  | Volta Redonda           | 4      |
| Bronze | BMG/Montes Claros       | 3      |
| 4      | Blumenau Voleibol Clube | 1      |

| Copa Volta Redonda de Vôlei Masculino de 2011 |
| Campeão                                       |
| --------------------------------------------- |
| RJX 1º Título                                 |